# 沖佳苗
沖 佳苗（おき かなえ、1984年7月20日 - ）は、日本の声優、女優。アクセルワン所属。高知県出身。既婚。

## 来歴
幼少期よりスーパー戦隊シリーズを中心とした特撮作品を好んで見ており、特に『地球戦隊ファイブマン』のヒロインの1人・星川レミ / ファイブイエローに憧れ、「戦隊ヒロインになりたい」との夢を抱く。その後は、成長に従いアニメの視聴も増え、1995年の『新機動戦記ガンダムW』でカトル・ラバーバ・ウィナー役・折笠愛に憧れ、声優業にも興味を持った。
2003年に高校卒業と共に上京、2004年頃より端役ながらテレビドラマに顔出し出演していた。2006年に『ふたりはプリキュア Splash Star』（美術部員役など）で声優デビュー。2008年には、アニメ『RD 潜脳調査室』（蒼井ミナモ役）にて自身初のヒロイン役に抜擢され、番組最後の解説コーナー「あなたにリアルドライブ!」では、毎回顔出しのMCも務めていた。
2009年には、アニメ『フレッシュプリキュア!』（桃園ラブ / キュアピーチ役）にて初主演を果たす。2010年の劇場アニメ『ルー=ガルー』（牧野葉月役）でも主役を演じる。また散発的ながら、バラエティ番組などでのナレーション起用も見られるようになっている。
2011年3月まで東映アカデミーに所属していた。同年11月よりアクセルワン所属。
2012年10月2日、自身のブログで結婚を報告した。

## 人物
資格は英語検定2級、漢字検定3級、剣道三段、普通自動車免許、普通自動二輪免許。
趣味は散歩（ひたすら歩く）、ひとりカラオケ、海に行く。特技は剣道、英会話。
好きな食べ物は納豆・オクラ・カレー・アイスクリーム、嫌いな食べ物にはピーマン・ニンジン・セロリ・獅子唐など。このうち、ピーマンは『RD 潜脳調査室』で担当した蒼井ミナモ、ニンジンは『フレッシュプリキュア!』で担当した桃園ラブが苦手な設定であり、「キャラクターと似てしまうことが続く」と語っている。
下田麻美とは、かつて同じアルバイト先で勤務していたことから仲が良い。
特撮ファン
幼少期からの大の特撮ファンであり、特にスーパー戦隊シリーズについて語ることが多い。2010年5月より、東映アカデミーのアニメ&ミュージックwebページにて、コラム「沖佳苗の熱愛! ヒーロー列伝」を搭載していた他、同年7月からは特撮誌「宇宙船」、2012年からは東映MOBILEのサイトでもコラムを掲載している。
嗜好
- 最初に見た作品は劇場版『光戦隊マスクマン』であり、1番好きな作品は『地球戦隊ファイブマン』。他に『高速戦隊ターボレンジャー』や『五星戦隊ダイレンジャー』、『忍者戦隊カクレンジャー』なども好きな作品として挙げている。
- 戦隊シリーズ以外でも、『重甲ビーファイター』をはじめとしたメタルヒーローシリーズの他、『美少女仮面ポワトリン』、ゴジラシリーズ・ガメラシリーズなど、多数の作品を好きと発言している。また『太陽戦隊サンバルカン』や『宇宙刑事ギャバン』など、シリーズを問わず、自身生誕前の作品についても話題に挙げることがある。

他のエピソード
- 男兄弟はいないが、幼少期は近隣に男の子が多かった為、一緒に「戦隊ごっこ」などで遊んでいた。また小学校6年生頃まで本気で秘密組織の存在を信じ、いつか自分もスカウトされるものだと思っていた為、「山から木を切り出し手製の武器を作る」「走り込む」「川で泳ぐ」など、体力作りを日々行っていた。
- 『魔法戦隊マジレンジャー』第15話に端役で顔出し出演した際は非常に感激し、変身前の役者陣と会った際は「この方たちが戦隊を支えている」と感じたという。その後『仮面ライダー響鬼』第36話にも出演し、端役ながら2005年の戦隊・仮面ライダー作品へは双方に出演する結果となった。2008年には『仮面ライダーキバ』第2話にて、声優としての特撮出演も果たしている。2010年の『天装戦隊ゴセイジャー』では、第5話では俳優（アナウンサー役）、第28話では声優（敵怪人役）と、両方面でゲスト出演した。
- 上記のようなゲスト出演はあるものの、2011年時点で、レギュラーでの特撮出演経験は無い。しかし、ラジオで沖の特撮好きを目の当たりにしたショッカーO野、『フレッシュプリキュア!』での共演者・中川亜紀子などに誘われるかたちで、特撮関係のイベントや打ち上げ、食事会等には何度か参加している。また中川からは、その顔出し主演作『ボイスラッガー』のソフトを借りたこともある。
- 役者を志したきっかけとして、『地球戦隊ファイブマン』のヒロインの1人・星川レミ / ファイブイエローに憧れていたことを理由に挙げている。ジャパンアクションクラブにも憧れたが、「人並みしか運動神経がない」ことに加え、「生身をやりたい」という思いもあったことから役者のほうを目指した。

プリキュアシリーズ
特撮ファンになった理由の1つに、「幼少当時のアニメ作品には、バトルヒロインの登場する作品が少なかった」ことを挙げており、「変身し戦うヒロイン」自体に憧れていたコメントをしている。

## 出演
太字はメインキャラクター。

### テレビアニメ
2006年
- エア・ギア（女子生徒、女子高生、女生徒）
- おじゃる丸（2006年 - 2008年、エドの少年時代、少女）
- まもって!ロリポップ（女子生徒、幼い頃生徒、男子生徒）
- ふしぎ星の☆ふたご姫 Gyu!（生徒）
- 家庭教師ヒットマンREBORN!（2006年 - 2007年、女子生徒、女子委員、看護師）
- デジモンセイバーズ（レポーター）
- 働きマン（書店員）
- ふたりはプリキュア Splash Star（2006年 - 2007年、美術部員、海の家の客、女子生徒、女子高生、ソフトボール部員）

2007年
- Saint October（おスズ）
- Yes!プリキュア5（2007年 - 2009年、山本亜紀、生徒、客、女子生徒、みほ 他） - 2シリーズ

2008年
- RD 潜脳調査室（蒼井ミナモ）
- キャシャーン Sins（少年、子ども）
- 地獄少女 シリーズ（2008年 - 2017年、高杉秋恵） - 2シリーズ
- スレイヤーズREVOLUTION（少女B）
- ソウルイーター（2008年 - 2014年、ジャクリーン・オー・ランタン・デュプレ） - 2シリーズ
- それいけ!アンパンマン（2008年 - 2023年、こんぶくん、ノートどり・ノットちゃん〈5代目〉、鉄火のコマキちゃん）
- 図書館戦争（子供C、業務部員A）

2009年
- 青い花（上野佳織）
- 君に届け（詩乃）
- 源氏物語千年紀 Genji（犬君、六条の女房C）
- 極上!!めちゃモテ委員長（上村真衣）
- フレッシュプリキュア!（2009年 - 2010年、桃園ラブ / キュアピーチ）
- WHITE ALBUM（アシスタントB）
- 毎日かあさん（いとこ姉）
- マリア様がみてる 4thシーズン（生徒）

2010年
- あにゃまる探偵 キルミンずぅ（女子大生）
- デュラララ!!（平和島幽（幼少時代））
- 伝説の勇者の伝説（少女の声）
- ポケットモンスター ダイヤモンド&パール（マキナ）

2011年
- 戦国乙女〜桃色パラドックス〜（長宗我部モトチカ）
- デジモンクロスウォーズ（2011年 - 2012年、天野ユウ） - 3シリーズ

2012年
- アドリブアニメ研究所（建雷命先生）
- アルカナ・ファミリア -La storia della Arcana Famiglia-（リベルタ〈幼少期〉）
- 中二病でも恋がしたい!（2012年 - 2014年、生徒、きめら、イルカのトレーナー） - 2シリーズ
- NARUTO -ナルト- 疾風伝（2012年 - 2014年、宿場町の人々、ユキミ、綱手〈少女変装時〉）
- めだかボックス アブノーマル（平戸ロイヤル）
- メタルファイト ベイブレード ZEROG（紅蓮）

2013年
- 探検ドリランド -1000年の真宝-（女子生徒）

2014年
- 俺、ツインテールになります。（女性アナウンサー）
- カードファイト!! ヴァンガードG（子供）
- そにアニ -SUPER SONICO THE ANIMATION-（アーコ、店長、友人、商店街の店主F）
- ノラガミ（通行人B）
- ハピネスチャージプリキュア!（キュアピーチ）
- 魔法科高校の劣等生（春日茜）

2015年
- PEANUTS スヌーピー -ショートアニメ（シュローダー）
- 監獄学園 プリズンスクール（女子B、先生、女子G）

2016年
- 紅殻のパンドラ（チャイナ）
- 暗殺教室（子供）
- 聖戦ケルベロス 竜刻のファタリテ（アモ、マリッタ）
- 甲鉄城のカバネリ（鰍）
- タイムトラベル少女〜マリ・ワカと8人の科学者たち〜（エリザベート）
- ALL OUT!!（八坂理恵）

2017年
- ACCA13区監察課（パッサー）
- 妖怪ウォッチ（ウッフンピンク）

2018年
- HUGっと!プリキュア（桃園ラブ / キュアピーチ）

2019年
- GO!GO!アトム（2019年 - 2020年、アトニャン）

2022年
- であいもん（客B）
- BORUTO-ボルト- NARUTO NEXT GENERATIONS（舌切ツヅラ）

2023年
- ひろがるスカイ!プリキュア（キュアピーチ）
- 名探偵コナン（2023年 - 2025年、秦レイラ、茅木舞香）

### 劇場アニメ
2007年
- 映画 Yes!プリキュア5 鏡の国のミラクル大冒険!（テーマパークの客）

2009年
- プリキュアシリーズ（2009年 - 2023年、桃園ラブ / キュアピーチ / エンジェルピーチ） - 10作品

2010年
- ルー＝ガルー（牧野葉月）

2011年
- 手塚治虫のブッダ -赤い砂漠よ!美しく-

2013年
- 中二病でも恋がしたい！シリーズ（2013年 - 2018年、きめら） - 2作品

2019年
- 甲鉄城のカバネリ 海門決戦（鰍）

### Webアニメ
- ゆとりちゃん（2010年、司会、子供）

### ゲーム
2006年
- デジモンセイバーズ アナザーミッション（新田真奈美）
- 水の旋律2 〜緋の記憶〜

2009年
- フレッシュプリキュア!あそびコレクション（桃園ラブ / キュアピーチ）
- ワンド オブ フォーチュン（アミィ・サロヴァーラ）

2010年
- Another Century's Episode:R （スプリング・ワン）
- ゴッドイーター バースト（プレイヤーボイス）
- デジモンクロスウォーズ　超デジカ大戦（天野ユウ）
- ワンド オブ フォーチュン ポータブル（アミィ・サロヴァーラ）
- ワンド オブ フォーチュン 〜未来へのプロローグ〜（アミィ・サロヴァーラ）
- ワンド オブ フォーチュン 〜未来へのプロローグ〜 ポータブル（アミィ・サロヴァーラ）

2011年
- ワンド オブ フォーチュン2 〜時空に沈む黙示録〜（アミィ・サロヴァーラ、ミラ）

2012年
- 神さまと恋ゴコロ（等々力慧）
- 魔導学院エスペランサ
- 闇からのいざない TENEBRAE I（神谷涼子）
- ワンド オブ フォーチュン2 FD 〜君に捧げるエピローグ〜（アミィ・サロヴァーラ）

2013年
- ドウセイカレシシリーズ -Butterfly Gloss-（名取華）
- リング☆ドリーム 女子プロレス大戦（南城蛍、サタン皆口）

2014年
- あかやあかしやあやかしの（椿灯吾〈幼少期〉）
- ウチの姫さまがいちばんカワイイ（翠姫 スフィア・エメラルド）
- ドリームクラブGogo.（花里愛）

2015年
- クイズRPG 魔法使いと黒猫のウィズ（ヤチヨ・カスガ）
- SWEET CLOWN 〜午前三時のオカシな道化師〜（ネージュ）
- DYNAMIC CHORD feat.Liar-S（雨宮詩央）
- ドラゴンズドグマ オンライン（女性ポーン）
- ミリ姫大戦（テイラー、タルヴェラ）

2016年
- SA7 SILENT ABILITY SEVEN（櫻井創）
- 北斗の拳 スマートショック（リン）
- 雷子-紺碧の章-（風杏）

2017年
- 鋼鉄のワルツ（BM13カチューシャ、BM21多連装ロケットランチャー、AT8自走対戦車砲、バイソン自走砲）
- プリキュア つながるぱずるん（桃園ラブ / キュアピーチ）
- LET IT DIE（ジャッカルズZ）

2018年
- 甲鉄城のカバネリ -乱- （鰍）
- モン娘☆は〜れむ（ラーネス）

2020年
- モンスターストライク（2020年 - 2023年、黒瀬ひばな）
- ワールドフリッパー（ラヴ）

2021年
- ガールズコントラクト（ミミル）

### 特撮
- デビルマン（2004年）
- 魔法戦隊マジレンジャー（2005年、高校生）
- 仮面ライダー響鬼（2005年、生花教室の生徒）
- 俺は、君のためにこそ死ににいく（2007年、四位久子）
- 仮面ライダーキバ（2008年、オクトパスファンガイアの声）
- 天装戦隊ゴセイジャー（2010年、アナウンサー、遮光器土偶のピカリ眼の声）
- 特命戦隊ゴーバスターズ（2012年、ケンタテロイド〈タテ〉の声[42]）
- 手裏剣戦隊ニンニンジャー（2015年、忍者スズメバチの声[43]）

### ドラマCD
- あかやあかしやあやかしの ドラマCD（灯吾〈幼少〉）
- Yes!プリキュア5 ココ&ナッツ〜ふたりの王子〜（女子生徒）
- 俺様ティーチャー（野良猫）
- キューティクル探偵因幡（三澤夏輝）
- 甲鉄城のカバネリ（鰍） 
  - 甲鉄城のカバネリ 電信報告 鈴木鍛左衛門殺人事件
- ワンド オブ フォーチュン ドラマCD 〜ルルのいない朝〜（アミィ・サロヴァーラ）
- できちゃった男子 ハーレム編（はるか）
- ネオンサイン・アンバー（緒方の妹）
- 望むべくもない （小学生篠元）
- はちみつカフェ（蜂谷まりも）
- 丸角屋の嫁とり（鈴〈子供時代〉）
- ラスボスの向こう側 ドラマCD付き特装版（2017年、ジェミー[44]）

### オーディオドラマ
- 英雄教室 第7巻（紙書籍）オーディオドラマダウンロードシリアルコード付き限定版（2017年、ソフィ[45]）
- ラスボスの向こう側　WEBサウンドノベル（2017年、ジェミー[44]）
- FODオリジナルボイスコミック 詩吟じませ！ （2024年、草野加代）
- FODオリジナルボイスコミック 天使からの伝言-春日まなの助産師ノート- （2024年、妊婦さん）

### 吹き替え

#### 映画
- スティーラーズ（サンディ）
- パニッシュメント（マーラ）
- ハンナ・モンタナ / ザ・ムービー（フィービー）
- 秘密のラジオ・ガール
- プールサイド・デイズ

#### ドラマ
- ギルモア・ガールズ（ティファニー、ディヴィー）
- XIII -サーティーン-
- シークレット・サークル
- ノンストップ・スリラー「暴走地区-ZOO-」（クロエ・トゥシニョン〈ノラ・アルネゼデール〉）
- ハンドレッド（モンロー）
- HEROES REBORN / ヒーローズ・リボーン（ミコ・オオトモ〈祐真キキ〉）
- ファッション王（コ）
- プライベート・プラクティス 迷えるオトナたち（サラ）シーズン6
- メンタリスト シーズン4
- Life 真実へのパズル（タイラー）
- 獣電戦隊キョウリュウジャーブレイブ（ユン・ドヒ / ブレイブキョウリュウピンク[46]）

#### テレビ番組
- プロジェクト・ランウェイ8（エイプリル・ジョンストン）

#### アニメ
- 悪魔バスター★スター・バタフライ（ジャンナ、ブリトニー・ウォン、ジェレミー・バーンバーンズ）
- アグリードール（モキシー）
- 進め!?魔法のクリスタル探し隊（ショウロン）
- それいけ! カキ男（アリシア、ローラ）
- 超能力ボックスX
- ティーン・タイタンズGO!（ジンクス）
- 天官賜福（小蛍）
- PEANUTS スヌーピー ショートアニメ（シュローダー）
- マーベル スパイダーマン（アニャ・コラゾン）
- モンチッチ（ポリーナ）

### CM
- am/pm（かおり）
- ANA 旅割（旅ガール 高知県担当）
- オロナミンC 親子でチャレンジ宣言（キュアピーチの声）
- KOSE エスプリーク・夏肌
- サンスターOra2
- JOMO（ジャパンエナジー）（スタンドのスタッフ）
- 富士通
- ヨドバシカメラ

### ナレーション
- 金曜スーパープライム「肉ばか〜日本一美味い肉料理今夜決定!〜」…2010年10月22日放送
- SUPER SURPRISE（火曜日）…後継番組の『火曜サプライズ』でも引き続きナレーションを担当。
- トリハダ特別編（声の出演）…2014年8月10日放送

### ラジオ
- 沖佳苗と菊池こころのきらきらステーション!（インターネットラジオ）

### ラジオドラマ
- VOMIC
  - 1/11 じゅういちぶんのいち（ソラ〈幼少時〉）
  - ゴーレム・ア・GO!GO!（生徒C、悪ガキB）

### テレビドラマ
2004年
- はぐれ刑事純情派 第17シリーズ（テレビ朝日）

2006年
- ケータイ刑事 銭形雷（BS-i）
- 万引きGメン・二階堂雪14（TBS）

2007年
- ザ・決断スペシャル 命の報道ドラマ（テレビ東京）
- 東京駅お忘れ物預り所1（テレビ朝日）
- 土曜ワイド劇場 鶴巻吾郎の事件簿2（涼子）（テレビ朝日）
- 黒い春（WOWOW）

2008年
- 鹿男あをによし（第4・5話 大阪女学館大将・末永）（フジテレビ）
- 新聞記者・鶴巻吾郎2（テレビ朝日）

### 映画
- Dear Friends（2007年）

### バラエティ
- ピラメキーノ 「ドッキングルメ研究所」コーナー（2012年）

### ウェブ
- ヒデはフルスロットル!?（2014年6月 - ） - アシスタント[47]

### 音楽CD・キャラクターソング
- フレッシュプリキュア! ボーカルアルバム1 〜太陽の子供たちへ〜
  - ハッピーカムカム（as キュアピーチ）
  - フレッシュプリキュア・サンチャイルド（キュアフレッシュ!）※フレッシュプリキュア! 声優4人
- フレッシュプリキュア! ボーカルアルバム2 〜笑顔のおくりもの〜
  - lalala Shangri-la（桃♡源郷）（as キュアピーチ）
  - Dreaming Flowers（キュアフレッシュ! ＆ 飯塚雅弓（as ミユキ））
  - プリキュア☆ハッピー☆クリスマス（as キュアピーチ  with ヤング・フレッシュ）
  - ハピネス☆Wonder land 〜笑顔のおくりもの〜（キュアフレッシュ！＆M*cube）
- プリキュアカラフルコレクション
- ドリームクラブ Gogo PURE SONGS 3
  - Cute de popなスキャンダルっ☆（as 花里愛）

### その他コンテンツ
- フレッシュプリキュア! ミュージカルショー～うたって おどって しあわせゲットだよ!!～（桃園ラブ / キュアピーチ）
- P甲鉄城のカバネリ（2021年、鰍）
- 萌え！結婚＆デスキャンドル（2025年、淳子）

## ライブ

### 合同ライブ
| 出演日        | タイトル                            | 会場         |
| ------------- | ----------------------------------- | ------------ |
| 2024年1月21日 | 全プリキュア 20th Anniversary LIVE! | 横浜アリーナ |

### シリーズ一覧
1. ↑  『プリキュアオールスターズDX』（2009年）、『映画 フレッシュプリキュア！』（2009年）、『プリキュアオールスターズDX2』（2010年）、『プリキュアオールスターズDX3』（2011年）、『プリキュアオールスターズNewStage』（2012年）、『プリキュアオールスターズNewStage3』（2014年）、『春のカーニバル♪』（2015年）[23]、『みんなで歌う♪奇跡の魔法！』（2016年）[24]、『映画 HUGっと！プリキュア』（2018年）[25]、『映画 プリキュアオールスターズF』（2023年）